# Рамуль, Максимилиан Андреевич
Максимилиан Андреевич Рамуль (эст. Maximilian Rammul [Ramul]; 27 октября [8 ноября] 1884 — 13 октября 1969) — офицер Русской императорской армии. Участник Первой мировой войны, кавалер ордена Святого Георгия 4-й степени и Георгиевского оружия.

## Биография
Максимилиан Рамуль родился 27 октября 1884 года на острове Эзель в волости Люммада (Люманда) в семье православного священника Андрея Андреевича (Альбрехта) Рамуля (15.04.1842 — 28.10.1926) и Елизаветы Фёдоровны (урожд. Павловой; 4.12.1849 — 30.10.1900). Имел братьев Леонида, Константина, Владимира и Виктора, и сестёр Зинаиду и Людмилу. С 1891 года семья жила в Ревеле, где отец Андрей служил в церкви Владимирской Иконы Божией Матери, а позже — в Преображенском соборе.
Максимилиан окончил Александровскую гимназию в Ревеле. 1 октября 1903 года зачислен на военную службу на правах вольноопределяющегося 2-го разряда. После окончания службы в звании младшего унтер-офицера зачислен в запас армейской пехоты по Ревельскому уезду. Поступил на гражданскую службу таможенным чиновником.
После начала Первой мировой войны мобилизован и зачислен в 272-й пехотный Гдовский полк. 10 декабря 1914 года приказом главнокомандующего армиями Северо-Западного фронта № 300, утверждённым Высочайшим приказом 16 апреля 1915 года, произведён в прапорщики запаса армейской пехоты. 
С 21 января 1915 года временно командовал 13-й ротой своего полка. 29 марта 1915 года в бою под Мариамполем получил тяжёлое ранение, на излечение эвакуирован в Петроград в лазарет имени Е. И. В. Великой Княжны Ольги Николаевны. После выздоровления вернулся в свой полк, командовал 2-й ротой.
Высочайшим приказом 21 августа 1915 года произведён в подпоручики, со старшинством с 28 марта 1915 года, а 11 марта 1916 года — «за отличия в делах против неприятеля» в поручики, со старшинством с 19 июля 1915 года.
25 января 1917 года произведён в штабс-капитаны, со старшинством с 29 ноября 1916 года. Переведён в 200-й пехотный Кроншлотский полк, после расформирования которого в 1918 году демобилизован.
В 1923 году оптировался в гражданство Эстонии. 4 апреля 1923 года зачислен в резерв Эстонской армии.
Проживал в Таллине. Умер 13 октября 1969 года, похоронен на кладбище Пярнамяэ.

## Награды
- Орден Святого Станислава 3-й степени с мечами и бантом (приказ 1-й армии 25 апреля 1915 года № 753, утверждено Высочайшим приказом 7 декабря 1915 года):
— «за отличия в делах против германцев 13—15 января 1915 года у господского двора Боржимова»
- Орден Святого Георгия 4-й степени (приказ 10-й армии 25 мая 1915 года № 619, утверждено Высочайшим приказом 21 августа 1915 года):
— «За то, что в бою 28-го марта 1915 года под Мариамполем, командуя ротою, под сильным огнем противника, подвергая свою жизнь явной опасности, преодолел проволочные заграждения и, выбив немцев из занимаемых ими окопов, захватил действующий пулемет и пленных, причем был тяжело ранен»
- Орден Святой Анны 4-й степени с надписью «За храбрость» (приказ 1-й армии 23 июня 1915 года № 947, утверждено Высочайшим приказом 27 мая 1916 года):
— «за отличия в делах против германцев 5—9 января 1915 года у господского двора Градова»
- Орден Святой Анны 3-й степени с мечами и бантом (приказ 10-й армии 29 июня 1915 года № 786, утверждено Высочайшим приказом 21 июня 1916 года):
— «за отличия в делах против германцев 7—9 и 15—21 марта 1915 года у города Мариамполя»
- Георгиевское оружие (приказ 2-й армии 31 октября 1915 года № 721, утверждено Высочайшим приказом 29 августа 1916 года):
— «За то, что в боях с 4-го по 7-е сентября 1915 года у местечка Сморгонь, находясь с своей ротой в авангарде, смело и решительно наступая, выбил противника из нескольких опорных пунктов. 7-го сентября, получив приказание выбить противника из окопов у м. Сморгонь, смело и решительно повел роту по совершенно открытой и ровной местности под убийственным ружейным и пулеметным огнем; быстро пройдя расстояние около 400 шагов, одним из первых бросился с криком „ура“ в атаку, увлекая за собой своих подчиненных, выбил противника штыковым ударом, взял 6 пленных и один действующий пулемет»
- Орден Святого Станислава 2-й степени с мечами (приказ 2-й армии, утверждено Высочайшим приказом 29 декабря 1916 года)